# Mariëndaal (noviciaat)

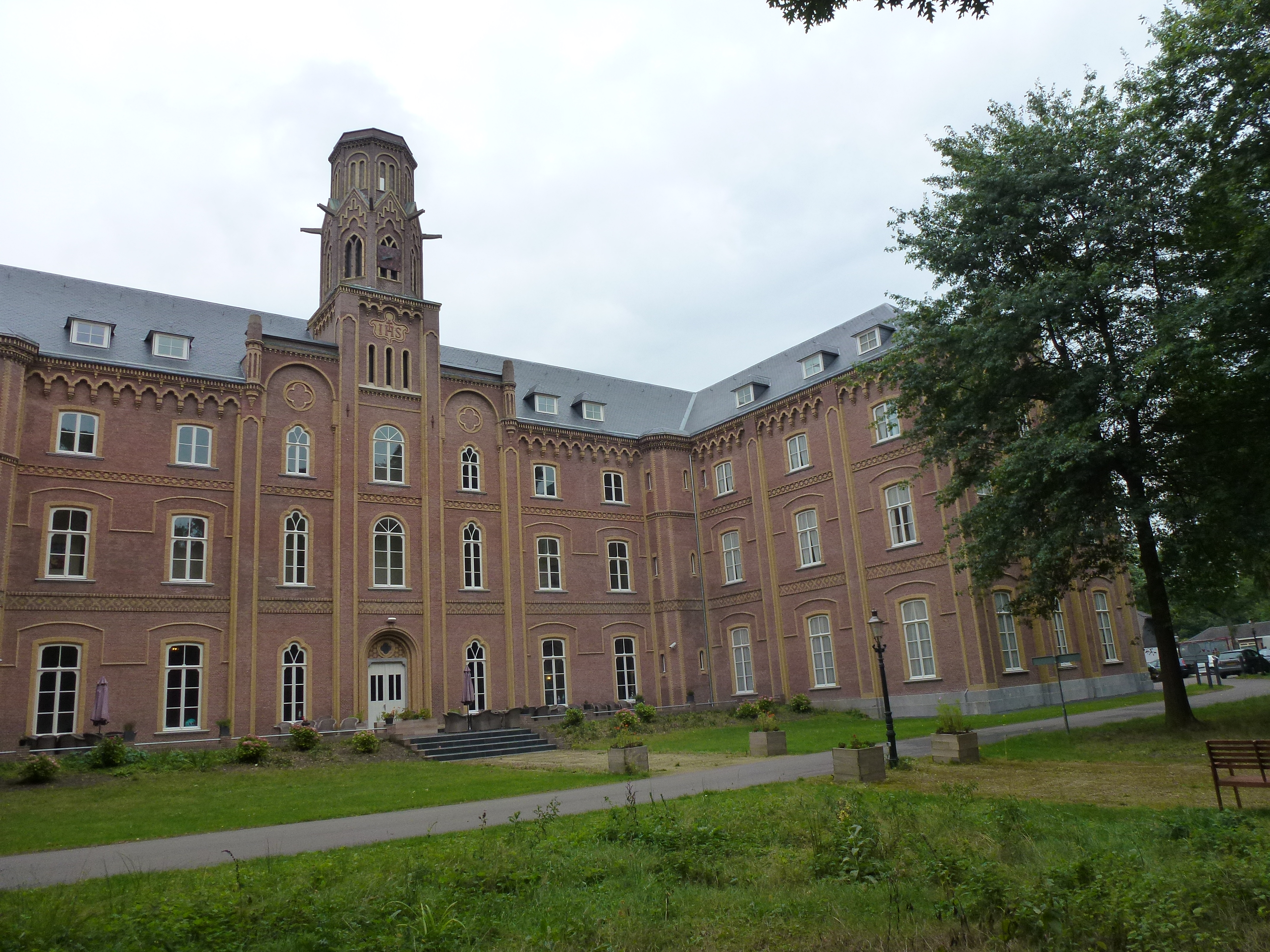
Klooster Mariëndaal te Velp

Het huis Mariëndaal in Velp bij Grave werd tussen 1862 en 1865 gebouwd door de paters jezuïeten en was tot de jaren zestig van de twintigste eeuw in gebruik als noviciaat. De architect was pater Albert Slootmaekers S.J. De paters deden ook aan zielzorg in de omgeving en leidden tevens missionarisen op, die onder meer naar Java werden uitgezonden.
Tot de velen die hun noviciaat in Mariëndaal aanvingen behoren de theoloog Piet Schoonenberg, de historicus Cornelius Wessels, de generaal-overste Peter-Hans Kolvenbach, de schrijver en kunstenaar Guus van Hemert, de Amsterdamse pastor Jan van Kilsdonk, de in Dachau omgekomen rechtsgeleerde prof. Robert Regout, de hoogleraar Javaans dr. Piet Zoetmulder, de linguïst dr. Jac. van Ginneken en de in Syrië in 2014 doodgeschoten Frans van der Lugt; priesters die de orde gedwongen of vrijwillig verlieten waren onder meer liturgie-ijveraar Huub Oosterhuis en componist Bernard Huijbers.
In de gloriejaren, vooral vlak na de Tweede Wereldoorlog, meldden zich jaarlijks begin september zo'n 25 kandidaten voor de orde. In de jaren zestig was dat geheel voorbij, met slechts af en toe één kandidaat, voor wie een op hem afgestemd programma werd uitgedokterd.
In 1966 vertrokken de paters naar Venlo en werd het klooster (jezuïeten spraken en spreken overigens steevast niet van 'klooster' maar van 'huis') verkocht aan de Sint-Jozefstichting, ofwel Stichting "Binckhof", die de opvang voor verstandelijk gehandicapten verzorgt. In het omringende landgoed werden paviljoens voor deze mensen gebouwd. Later werd deze stichting omgedoopt in "Vizier" en weer later in "Dichterbij". Uiteindelijk werd de inrichting deels verplaatst en het terrein verkocht aan een projectontwikkelaar, "Parkvisie" geheten.
Deze bouwde op een deel van het terrein woningen, deels voor reguliere inwoners van Velp, deels voor cliënten van Dichterbij. Het kloostergebouw, een rijksmonument, bleef hierbij behouden. In 2018 werd het geheel aangekocht door Aedifica, een Europese langetermijninvesteerder in zorgvastgoed die als doel heeft om het zorgkarakter verder te ontwikkelen en de erfgoedwaarde te verankeren.
Rond het gebouw bevindt zich een tuin in Engelse landschapsstijl. Het onbebouwde deel is als Landgoed Mariëndaal in beheer bij de Stichting Brabants Landschap. Hier zijn onder andere dassenburchten te vinden.